# Нуріджанян Авіс Согомонович
Авіс (Аветіс) Согомонович Нуріджанян (3 грудня 1896, село Вачаган Єлизаветпольської губернії, тепер Вірменія — 1937) — вірменський радянський діяч, секретар ЦК КП(б) Вірменії, народний комісар внутрішніх справ Вірменської РСР.

## Життєпис
Народився в селянській родині. Навчався в парафіяльній школі села Вачаган. У 1913 році закінчив реальне училище в місті Шуші.
З 1913 по 1917 рік навчався в Комерційному університеті в Києві, закінчив чотири курси.
З 1917 по 1918 рік служив у російській армії, учасник Першої світової війни. Брав участь у боях за Ван і Бітліс на Кавказькому фронті.
Член Партії лівих соціалістів-революціонерів «Дашнакцутюн» з березня 1917 по червень 1918 року.
У 1918 році переїхав до Баку, член Бакинської ради.
Член РКП(б) з вересня 1918 року.
З 1918 року був членом Бакинського підпільного комітету РКП(б). З 1918 по квітень 1919 року — секретар Завокзального підпільного районного комітету РКП(б) міста Баку. З квітня по червень 1919 року — секретар Бакинського підпільного комітету РКП(б).
У червні 1919 року був заарештований за революційну діяльність, з червня по серпень 1919 року перебував у в'язниці в Баку. У серпні 1919 року висланий із Азербайджану до Вірменії.
З серпня 1919 перебував на нелегальній партійній роботі у Вірменії. З серпня 1919 по січень 1920 року — секретар Александропольського підпільного комітету РКП(б). З січня по травень 1920 року —  член Вірменського комітету РКП(б).
З 7 травня по червень 1920 року — голова військового революційного комітету Вірменії. У червні 1920 року втік із Вірменії до Азербайджану. З червня по листопад 1920 року — член і голова Закордонного бюро ЦК КП(б) Вірменії в місті Баку. З вересня по листопад 1920 року — член ради із координації визвольної боротьби народів Сходу. Також працював відповідальним організатором районного комітету КП(б) Азербайджану міста Баку.
У листопаді — грудні 1920 року — член Революційного комітету Вірменії і уповноважений Революційної військової ради 11-ї армії РСЧА.
12 грудня 1920 — 21 травня 1921 року — комісар із військових справ Революційного комітету Вірменії.
У травні — вересні 1921 року — начальник Частин особливого призначення ЧК при РНК Вірменської РСР.
У червні — грудні 1921 року — народний комісар внутрішніх справ Вірменської РСР.
У грудні 1921 — грудні 1922 року (або 5 червня 1922 — березень 1923 року) — секретар ЦК КП(б) Вірменії.
До 1923 року — член президії Ради народних комісарів Вірменської РСР.
У лютому 1923 — січні 1926 року — завідувач організаційного відділу Володарського районного комітету РКП(б) міста Петрограда (Ленінграда).
З лютого 1926 по жовтень 1927 року — завідувач відділу друку Рязанського губернського комітету ВКП(б).
У жовтні — листопаді 1927 року — інструктор Міжкоопради в місті Рязані. З листопада 1927 року працював керуючим кінотеатру в Рязані.
29 листопада 1927 року був виключений із партії як активний учасник троцькістської опозиції. Відбував заслання в місті Акмолінську.
17 липня 1929 року поновлений в членах ВКП(б).
У липні 1929 — липні 1930 року — голова Сараєвської районної колгоспспілки Московської області.
У липні 1930 — червні 1933 року — голова правління Колгоспцентру Закавказької РФСР — заступник народного комісара землеробства Закавказької РФСР.
У червні 1933 — червні 1935 року — директор олійного радгоспу Башкичетського району Грузинської РСР.
До 1936 року — заступник уповноваженого контори Заготзерно в Закавказькій РФСР (місто Тбілісі). Потім працював начальником сектора постачання контори Заготзерно в Тбілісі.
У червні 1937 року заарештований органами НКВС у Вірменській РСР. Репресований, помер у в'язниці в 1937 році.
Посмертно реабілітований.